# سام نیکولسون
سام نیکولسون (انگلیسی: Sam Nicholson؛ زادهٔ ۲۰ ژانویهٔ ۱۹۹۵) بازیکن فوتبال اهل بریتانیا است.
از باشگاه‌هایی که در آن بازی کرده‌است می‌توان به باشگاه فوتبال هارت آف میدلوتیان و باشگاه فوتبال کلرادو رپیدز اشاره کرد.
وی همچنین در تیم‌های ملی فوتبال Scotland national under-18 football team، زیر ۱۹ سال اسکاتلند، و زیر ۲۱ سال اسکاتلند بازی کرده‌است.